# Бородин, Павел Валерьевич
Павел Валерьевич Бородин (2 октября 1972, Михайловка, Уфимский район, Башкирская АССР) — российский биатлонист, призёр чемпионата России по биатлону, чемпион и призёр чемпионатов мира и Европы по арчери-биатлону. Мастер спорта России международного класса.

## Биография
На внутренних соревнованиях представлял Республику Башкортостан. Тренировался под руководством Леонида Александровича Мальцева. Во второй половине 2000-х годов также выступал за Хабаровский край.
В 2001 году завоевал серебряную медаль чемпионата России по биатлону в эстафете в составе сборной команды Башкортостана и Тюмени.
Позднее сосредоточился на выступлениях в арчери-биатлоне, входил в сборную России по этому виду спорта. В 2005 году на чемпионате мира в Форни-Авольтри стал чемпионом мира в эстафете и серебряным призёром в гонке преследования. В 2007 году на чемпионате мира в Москве завоевал золотую медаль в спринте. В 2008 году на европейском чемпионате в Москве стал серебряным призёром в масс-старте и завоевал бронзовые награды в спринте и гонке преследования. На уровне чемпионатов России по арчери-биатлону был бронзовым призёром в индивидуальной гонке на 12 км в 1999 году.
Окончил Башкирский государственный университет (ныне Уфимский университет науки и технологий). После окончания спортивной карьеры работает тренером СДЮШОР г. Уфы, также занимается судейством соревнований по биатлону.